# Han är svaret. Han är grunden
Han är svaret. Han är grunden är en psalm, med text skriven 1978 av Arne H. Lindgren och musik skriven 1978 av Lennart Sundman. Musik bearbetades 1986.

## Publicerad i
- Psalmer och Sånger 1987 som nr 578 under rubriken "Att leva av tro - Sökande - tvivel".[1]